# Giobbe Giopp
Giobbe Giopp (Lamon, 28 gennaio 1902 – Città del Messico, 1983) è stato un antifascista e ingegnere italiano.

## Biografia

### I contatti con gli antifascisti
Nacque da Luigi e da Lucia Melchioretto, poi sposata in seconde nozze con Efisio Melis. Studente di ingegneria all'Università di Milano, fu membro del partito repubblicano e della Massoneria.
Secondo la nota di un informatore della polizia, sarebbe dovuto giungere a Milano un inviato del fronte antifascista espatriato in Francia con un pacchetto di piccole dimensioni contenente qualcosa di molto importante. Le forze dell'ordine sospettarono subito doversi trattare di un ordigno; pertanto, individuato il corriere, si attese di conoscere il destinatario per arrestarlo. L'involucro fu aperto e controllato e, secondo il rapporto del capo della polizia,
(Dalla relazione di Guido Leto)
Accusato di essere fra i responsabili della strage perpetrata con il fallito attentato a Vittorio Emanuele III del 12 aprile 1928 alla Fiera di Milano, nel luglio fu mandato al confino a Ponza.

### La fuga da Milano
Nel luglio 1930, dopo aver ottenuto breve licenza per tornare a Milano a sostenere alcuni esami universitari, Giopp fuggì in Francia, dove si aggregò alla concentrazione antifascista.. Riguardo alla fuga, Leto scrisse che "l'ingegner Giopp, a MIlano, travestito da prete eluse la vigilanza degli agenti di scorta e si rese irreperibile". Sussistono molti dubbi sulla veridicità di questa versione, e, in particolare, sul fatto che Giopp avesse potuto realmente eludere la scorta di polizia travestito da prete.
Il 6 dicembre 1930, pubblicò un articolo sul quotidiano Manchester Guardian in cui raccontò le sue vicissitudini in Italia e accusò la polizia di aver cercato di addossargli la colpa dell'attentato alla fiera di Milano.
(Giobbe Giopp sul Manchester Guardian del 6 dicembre 1930)

### La presunta attività per la polizia politica italiana
Successivamente, secondo alcuni antifascisti, Giopp avrebbe iniziato a svolgere attività di agente provocatore per conto della polizia italiana, lo stesso Ernesto Rossi rilevò come in Francia "subito si mise a seminare zizzania tra i fuorusciti e a sostenere che l'unica cosa da fare erano gli attentati terroristici". Secondo Mimmo Franzinelli invece Giopp, pur di fuggire, finse di accettare la proposta del capo dell'OVRA Leto di infiltrarsi tra gli antifascisti. Tuttavia, una volta all'estero infranse i patti e riprese in pieno l'attività contro il regime. Insieme all'ex deputato Cipriano Facchinetti fondò un piccolo gruppo repubblicano, la Giovane Italia: Facchinetti si occupava della linea politica, Giopp preparava azioni dimostrative attraverso attentati. Allestì nella periferia di Parigi un laboratorio per preparare esplosivi e collaborò con Domenico Bovone. Secondo Franzinelli Giopp era in realtà strettamente controllato dalla polizia fascista attraverso vari doppiogiochisti. Infatti la sua attività terroristica venne utilizzata a più riprese per screditare i fuoriusciti.
Nel 1937 prese parte alla guerra civile spagnola. In particolare, Giopp insieme a Umberto Tommasini, Giovanni Fontana, e Alfredo Cimadori, tentò invano di minare le navi franchiste ancorate a Ceuta. Ma anche in Spagna la sua attività fu controversa tanto che lo storico Gaetano Salvemini bollò Giopp come una delle più pericolose spie inviate dalla polizia segreta italiana. D'altronde, a Salvemini risultava che: "dall'ottobre 1935 al luglio 1939 aveva ricevuto un lauto compenso mensile da un funzionario dell'ambasciata italiana a Parigi per conto del Ministero per la stampa e la propaganda". Nel 1941 alcuni anarchici reduci dalla Spagna furono confinati a Ventotene ove si trovava anche Ernesto Rossi e a quest'ultimo raccontarono che un tribunale comunista aveva condannato a morte per tradimento sia Giopp sia il suo amico Alfredo Cimadori, ma che alla fine si sarebbero salvati per intervento della massoneria francese e spagnola.
Rientrato in Francia, avrebbe ancora svolto, secondo le accuse che gli vengono mosse, per qualche tempo attività di spionaggio finché nel 1938 si trasferì in Messico, dove intraprese la carriera d'ingegnere. Nel dopoguerra, secondo lo storico Mimmo Franzinelli, Giopp, intentò causa a Rossi e Salvemini per difendersi dall'accusa di essere stato una spia: in quell'occasione, secondo Franzinelli, sarebbe riuscito a dimostrare che la spia, in realtà, era il quasi omonimo giornalista Mirko Giobbe, che fu poi direttore del quotidiano La Nazione di Firenze durante la Repubblica Sociale Italiana.